# 1217
1217 (MCCXVII) var ett normalår som började en söndag i den julianska kalendern.

## Händelser

### April
- Slutet av april – Sedan Inge Bårdsson har dött den 23 april utropas hans släkting Håkon Håkonsson till ny kung av Norge. Håkon är son till den förre norske kungen Håkon Sverresson och kommer under sin nära 50-åriga regeringstid göra slut på det norska inbördeskriget borgarkriget, som har rasat sedan 1130.

### September
- 22 september – Den franske kronprinsen Ludvig Lejonet, som av oppositionella stormän året innan har utropats till kung av England, undertecknar fördraget i Lambeth, där han erkänner, att han aldrig har varit legitim härskare över England. Därmed är Henrik III nu Englands obestridde kung.

### Okänt datum
- Sveriges äldsta bevarade timmerkyrka, Granhults kyrka utanför Norrhult i nuvarande Uppvidinge kommun, byggs.

## Födda
- Bonaventura (omkring detta år), skolastiker.
- Mechthild av Magdeburg, mystiker, begin.

## Avlidna
- 23 april – Inge Bårdsson, kung av Norge sedan 1204.